# 킴 레이버
킴 레이버(Kim Raver, 1969년 3월 15일 ~ )는 미국의 배우이다.

## 출연 작품
- 24 시즌9 (2014)
- 그레이 아나토미 시즌9 (2012)
- 그레이 아나토미 시즌8 (2011)
- 그레이 아나토미 시즌7 (2010)
- 본드 오브 사일런스 (2010)
- 그레이 아나토미 시즌6 (2009)
- 24 시즌5 (2006)
- 더 나인 (2006)
- 박물관이 살아있다! (2006)
- 헌팅 사라 (2005)
- 더 레이트 레이트 쇼 위드 크레이그 퍼거슨 (2005)
- 키프 유어 디스턴스 (2005)
- 마인드 더 갭 (2004)
- 지미 키멜 라이브! (2003)
- 마틴 & 오로프 (2002)